# 岳雷
岳雷，字发祥，号夏卿，又号声甫，相州汤阴县人，南宋官员，岳飞的第二子，岳云之弟，岳霖、岳震、岳霆之兄。
岳雷是刘氏所生，岳云的同母弟。岳飞被秦桧、万俟卨陷害入狱时，岳震曾经前去探视。宋孝宗时，岳飞被平反，岳雷官至忠训郎、阁门祗候。去世后，赠武略郎。清代小说《说岳全传》中，虚构了在岳飞去世后，岳雷为父报仇，扫北灭金的故事。